# 长吻鲨属
长吻鲨属（学名：Bandringa）是一属已灭绝的板鳃亚纲，它在石炭纪的宾夕法尼亚世地层中被发现。目前已知的物种只有雷氏长吻鲨（B.rayi）。它是通过研究伊利诺伊州马荣溪拉戈斯塔特岩层发现的保存异常的个体中得知的，这些化石可以追溯到晚莫斯科期。本属曾有两种，即雷氏长吻鲨和B.herdinae，但两者的差异在根源上是属内级别的。所有在马荣溪发现的个体都是亚成体，这表明这个地区是它们的繁殖地。同样支持这一观念的还有在同一地区发现的化石鱼卵，尽管目前尚不清楚它们是否属于该属。俄亥俄州和宾夕法尼亚州Cannelton也发现了雷氏长吻鲨的成体化石，这两个地方都包含了和亚利根尼生物群的大致同时代的个体。该属有一个长的吻部，可能与现代锯鳐类似。它似乎是通过吸入猎物来进食的，保存的肠道内容物中包括带有关节的节肢动物。目前，它与其他板鳃类的关系尚不清楚。
长吻鲨属实际上是一类已灭绝的鲨鱼，它在宾夕法尼亚州和伊利诺伊州的河流地层中被发现。这类鲨鱼非常长，它的化石是在1969年被发现的。长吻鲨属是现代鲨鱼家族的最早的近亲之一。它有一个桨状的鼻子，长达10英尺。最初，研究人员认为，长吻鲨属包含两个不同的物种，因为不同的化石看起来不同，但后来发现它们属于同一物种。这两个物种最初是Bandringa herdinae和雷氏长吻鲨，它们拥有非常相似的身体特征，但其中一个要大得多。发现它们是同一物种的原因是化石的形成方式和它们死亡时的年龄。它们不仅是已知的最早的鲨鳐下纲之一，而且也是第一批拥有鲨鱼苗圃的动物，它们基本上是一大批鱼卵化石。这些化石是长吻鲨属最初被认为包含两个不同物种的部分原因。根据THE LONG-ROSTRUMED ELASMOBRANCH BANDRINGA ZANGERL这篇文章，这些化石使人们更容易找到鲨鱼的生命周期，并评估其生命周期。研究表明，成年长吻鲨属会将自己隐蔽起来，而年轻的长吻鲨属则会成群结队地呆在一起。